# Minoru Hata
Minoru Hata (畑 実 Hata Minoru?), född 30 mars 1989 i Kumamoto prefektur, är en japansk fotbollsspelare.
Hata började sin karriär 2011 i Ain Foods SC. 2012 flyttade han till Roasso Kumamoto. Han spelade 69 ligamatcher för klubben. 2020 flyttade han till Kagoshima United FC.